# 亚历山大·亚历山德罗维奇·马克西莫夫 (政治人物)
亚历山大·亚历山德罗维奇·马克西莫夫（羅馬化：Aleksandr Aleksandrovich Maksimov；1946年11月18日）是俄罗斯政治人物，第七届和第八届国家杜马代表。1998 年，他被授予技术科学副博士学位。
1975年至2000年，马克西莫夫在车里雅宾斯克州克格勃任职。2001年至2004年，他担任车里雅宾斯克电冶金厂经济安全副总经理。2013年9月8日，他当选第四届克麦罗沃州立法议会代表。2016年，他当选第七届国家杜马代表。2021年，他连任第八届国家杜马代表。